# Ада (Огайо)
Ада (англ. Ada) — селище (англ. village) в США, в окрузі Гардін штату Огайо. Населення — 5334 особи (2020).

## Географія
Ада розташована за координатами 40°46′5″ пн. ш. 83°49′29″ зх. д. / 40.76806° пн. ш. 83.82472° зх. д. (40.768036, -83.824687). За даними Бюро перепису населення США в 2010 році селище мало площу 5,38 км², уся площа — суходіл.

## Демографія
Згідно з переписом 2010 року, у селищі мешкали 5952 особи в 1729 домогосподарствах у складі 846 родин. Густота населення становила 1106 осіб/км². Було 1910 помешкань (355/км²).
Расовий склад населення:
| - 93,5 % — білих - 1,9 % — чорних або афроамериканців - 1,9 % — азіатів - 0,1 % — корінних американців |

До двох чи більше рас належало 1,9 %. Частка іспаномовних становила 1,6 % від усіх жителів.
За віковим діапазоном населення розподілялося таким чином: 13,6 % — особи молодші 18 років, 80,1 % — особи у віці 18—64 років, 6,3 % — особи у віці 65 років та старші. Медіана віку мешканця становила 22,2 року. На 100 осіб жіночої статі у селищі припадало 103,4 чоловіків; на 100 жінок у віці від 18 років та старших — 100,8 чоловіків також старших 18 років.
Середній дохід на одне домашнє господарство становив 47 058 доларів США (медіана — 38 290), а середній дохід на одну сім'ю — 61 161 долар (медіана — 62 611). Медіана доходів становила 47 234 долари для чоловіків та 29 048 доларів для жінок. За межею бідності перебувало 22,3 % осіб, у тому числі 20,3 % дітей у віці до 18 років та 4,6 % осіб у віці 65 років та старших.
Цивільне працевлаштоване населення становило 2756 осіб. Основні галузі зайнятості: освіта, охорона здоров'я та соціальна допомога — 39,4 %, мистецтво, розваги та відпочинок — 14,0 %, виробництво — 11,6 %, роздрібна торгівля — 10,7 %.